# Cathédrale de Fossombrone
La cathédrale de Fossombrone est une église catholique romaine de Fossombrone, en Italie. Il s'agit d'une cocathédrale du diocèse de Fano-Fossombrone-Cagli-Pergola.